# 日比谷公園
35°40′17″N 139°45′19″E / 35.67148°N 139.755387°E
日比谷公園（日语：／ Hibiya-kōen */?）是日本東京都千代田區的一個公園，同時也作為當地町名。郵遞區號100-0012。
同名的公園由東京都建設局所轄的財團法人東京都公園協會管理。公園面積161,636.66m²。根據都市計畫法第11條（都市設施），與北之丸公園、皇居外苑一部分合稱「東京都市計畫公園第5、8、23號中央公園」。
此公園是「全日本自動車展」（現：東京車展）第一屆（1954年）至第四屆（1957年）的場地。亦是每年10月14日鐵道迷「鐵道之日」活動的會場。

## 概況
鄰近霞關、有樂町等都心地區的都立公園，公園面積161,636.66平方公尺。 與後樂園球場、東京巨蛋相同，常用來作為占地面積的比較量詞。
園内主要設施有市政會館、日比谷公會堂、野外音樂堂、日比谷圖書文化館（舊東京都立日比谷圖書館）、「綠與水的市民學院」（緑と水の市民カレッジ）、日比谷綠色沙龍（日比谷グリーンサロン）、Felice Garden日比谷（フェリーチェガーデン日比谷，舊公園資料館）、網球場、松本樓等。園内設有各種大小的花壇。
日劇常在此處拍攝。
本公園位於東京地方裁判所旁，是公審旁聽席的抽選處。
公園内有災害用給水槽（有效水量1,500立方公尺）。定水位閥與循環幫浦讓水槽内的水保持清潔。震災時可作為乾淨水源。

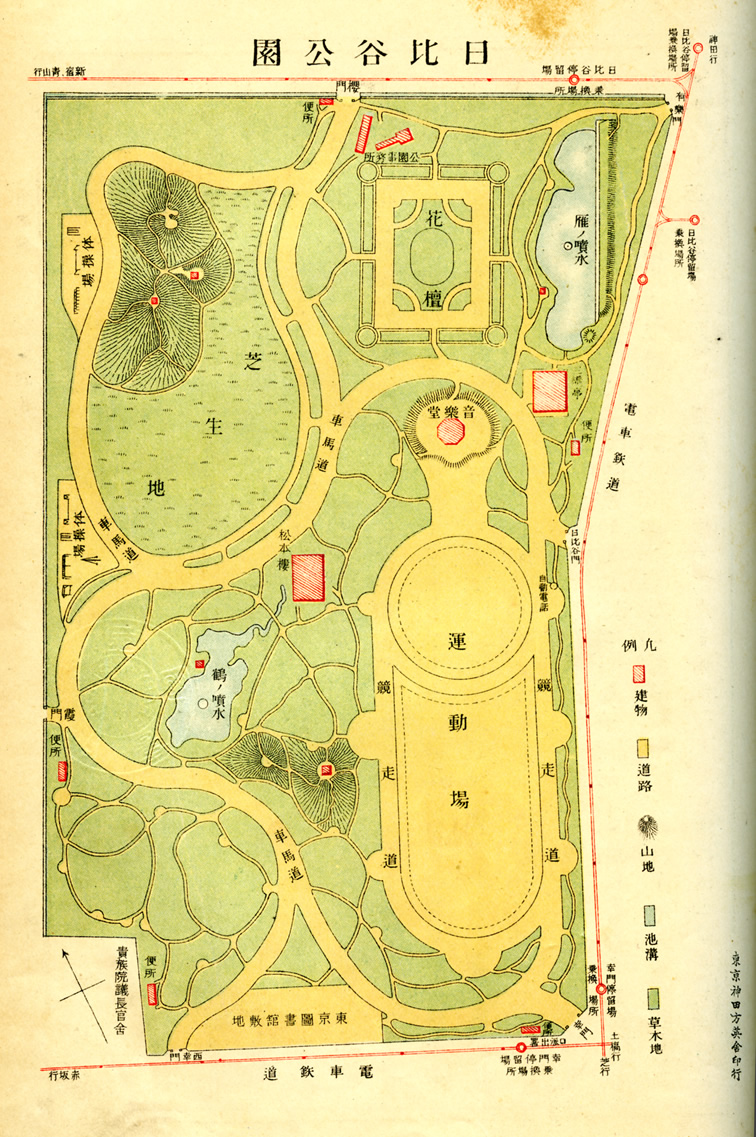
1907年發行的《東京案内》

## 歷史

### 前史
本處位於江戶城日比谷御門旁，江戶時代時，重要大名們在此設置上屋敷。當時有條通往現在霞門的道路將此地分為南北兩側，幕末時北側的御用屋敷有萩藩毛利家、佐賀藩鍋島家，南側有三草藩丹羽家、吹上藩有馬家、福知山藩朽木家、盛岡藩南部家、唐津藩小笠原家、狹山藩北條家等家的上屋敷。
明治時，這裡稱為日比谷原。北側屬西日比谷町一部分，南側屬内山下町二丁目。明治4年（1871年）、日比谷、霞關的舊武家地一帶設立陸軍操練所，明治18年（1885年）改稱日比谷練兵場。練兵場在明治21年（1888年）移往青山火薬庫舊址（現在的明治神宮外苑）。

### 公園計畫
官廳集中計畫原預定在日比谷原建設官廳，但入江土地地質不穩，不適合建造大型建築物。同年11月、内務省東京市區改正委員會的古市公威、芳野世經提案改為公園地，隔年公告進行日比谷公園第一至第四十九公園整備。
日本公園制度可追溯至明治6年（1873年）的太政官布告，過去如上野公園、芝公園等是以寺社境内公園化為主，本次是第一次打造全新公園。明治26年（1893年）東京市從軍方買下土地，發布告示第六號正式命名為日比谷公園。
同年，東京市提出的設計案結束審查。明治27年（1894年）6月，日本園藝會小平義近的甲乙案、田中芳男的丙案三案未獲採用。明治30年（1897年）成立公園改良取調委員會，明治31年（1898年）長岡安平的提案、明治32年（1899年）8月辰野金吾的提案均未採納。
明治33年（1900年）本多靜六、石黑忠悳、福羽逸人、小澤圭次郎等人在內的日比谷公園造園委員會成立，東京市5名吏員的提案也未能採用。
明治34年（1901年），以德國留學的造園委員本多為中心進行規劃。本多運用留學經驗設計德式庭園，但留下江戶城護城河填平後遺留的心字池以保留日本元素。今日仍可在公園內看見心字池與石垣。本案獲得採用後，本鄉高德開始進行繪圖，明治35年（1902年）4月開工，隔年6月1日正式開園。

### 開園後
開園同年，洋風喫茶店松本樓、和風喫茶店三橋亭（現公園中心）、結婚式場高柳亭（現「日比谷Palace」）、洋風餐廳麒麟亭（現「餐廳南部」）、園藝店等開店，多數店舗營業至今。日俄戰爭勝利時興起獻木活動，因此園內種植了大量樹木。
明治38年（1905年）8月，野外音樂堂（現在的野外小音樂堂）竣工，大正12年（1923年）野外大音樂堂完工。
開園後，政府積極利用公園，曾作為日俄戰爭祝賀會、國葬等場地。大正民主時，本地是東京市電賃上反對運動、普通選舉運動、反對爆發西門子事件的第2次山本内閣彈劾國民大會等社會運動的據點，也曾發生包括反對日俄談和條約的日比谷縱火事件等多次暴動事件。

### 關東大地震
大正12年（1923年）發生關東大地震，小音楽堂毀損，松本樓燒毀，而大音樂堂逃過一劫。
運動場作為災民的臨時住所，隔年撤除。

### 戰中
昭和17年（1942年）太平洋戰爭爆發，日比谷公園變為軍用地。黃銅製的柵欄因金屬供出拆除，松本樓作為海軍省將校宿舍。因食糧短缺，花壇開始種植馬鈴薯。

### 戰後

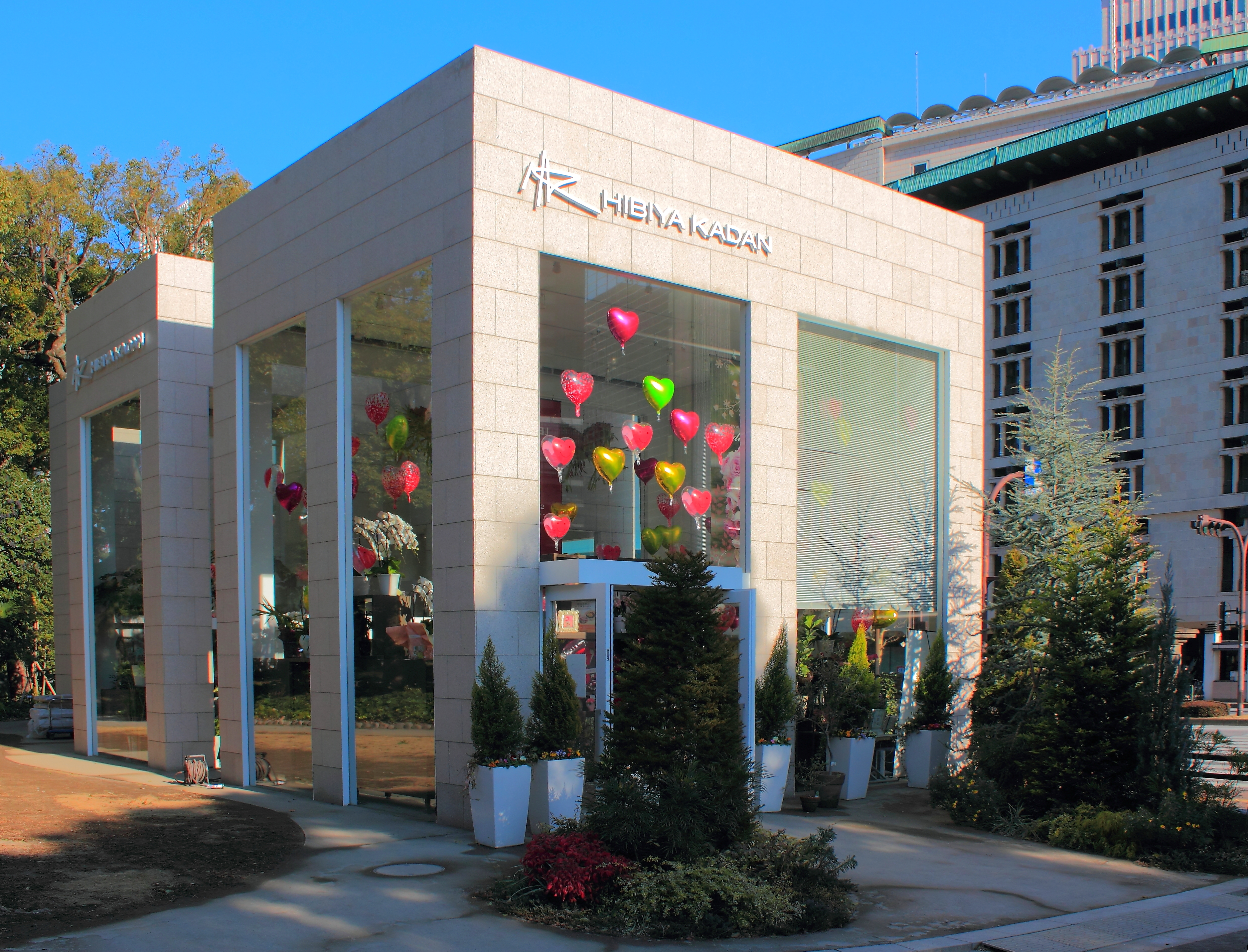
日比谷花壇

二次大戰後，盟軍駐日總司令部（GHQ）接收日比谷公園，松本樓改為美軍宿舍。昭和26年（1951年）接收結束，開始重建。
昭和25年（1950年），東京都知事安井誠一郎邀請帝國飯店内的園藝店芳梅園到日比谷公園開店，為日比谷花壇。
昭和29年（1954年）大音樂堂、昭和32年（1957年）日比谷圖書館重建。
昭和36年（1961年）大噴泉完成。
昭和46年（1971年）松本樓在沖繩返還運動中燒毀，昭和48年（1973年）重建。
昭和57年（1982年）兒童園與水池廢除改為健康運動廣場，昭和58年（1983年）、大小音樂堂重建。
平成23年（2011年）7月1日：　東京都交由千代田區管理的日比谷圖書館，作為「日比谷圖書文化館」開業。

## 圖片

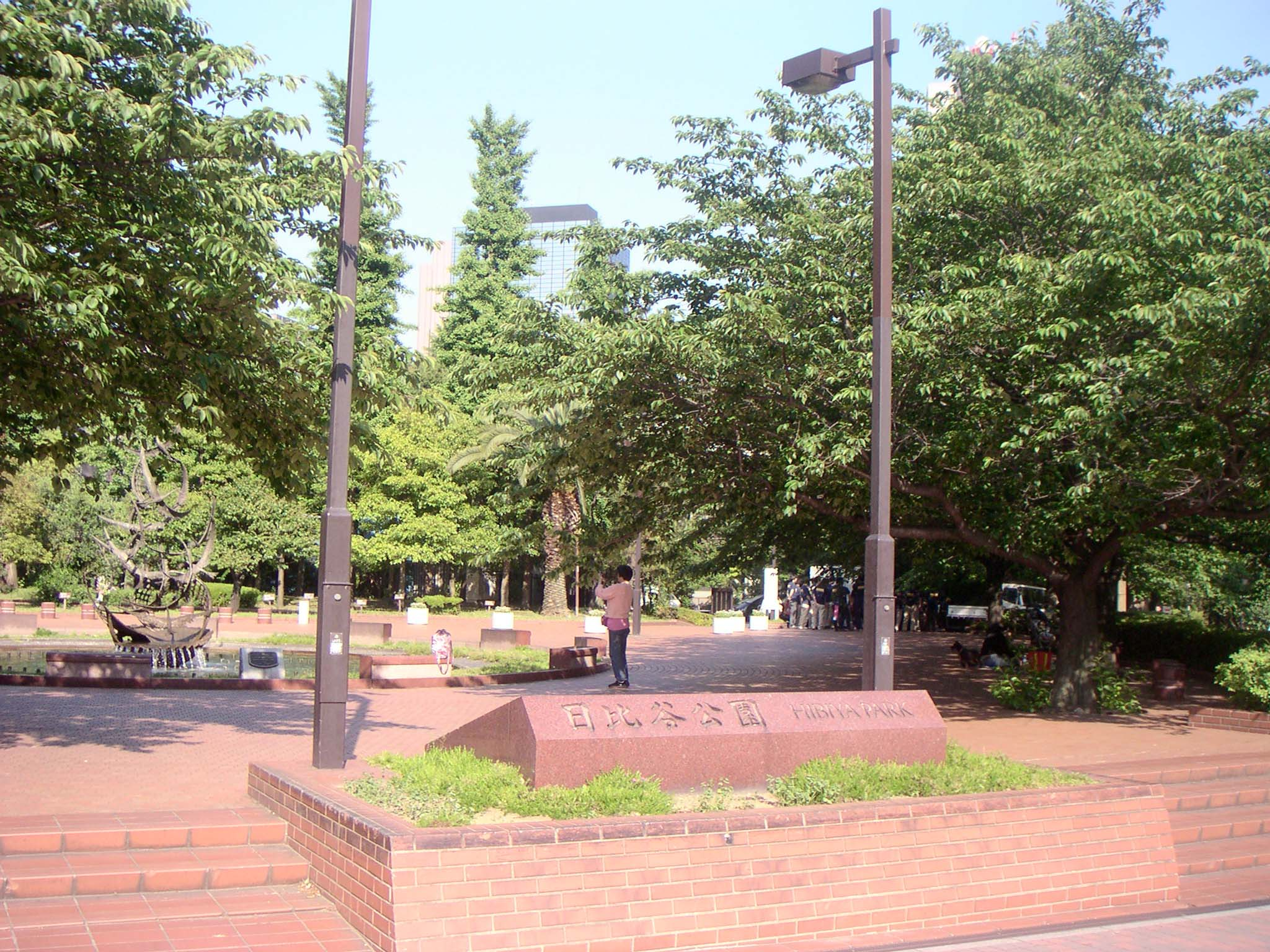
日比谷公園入口
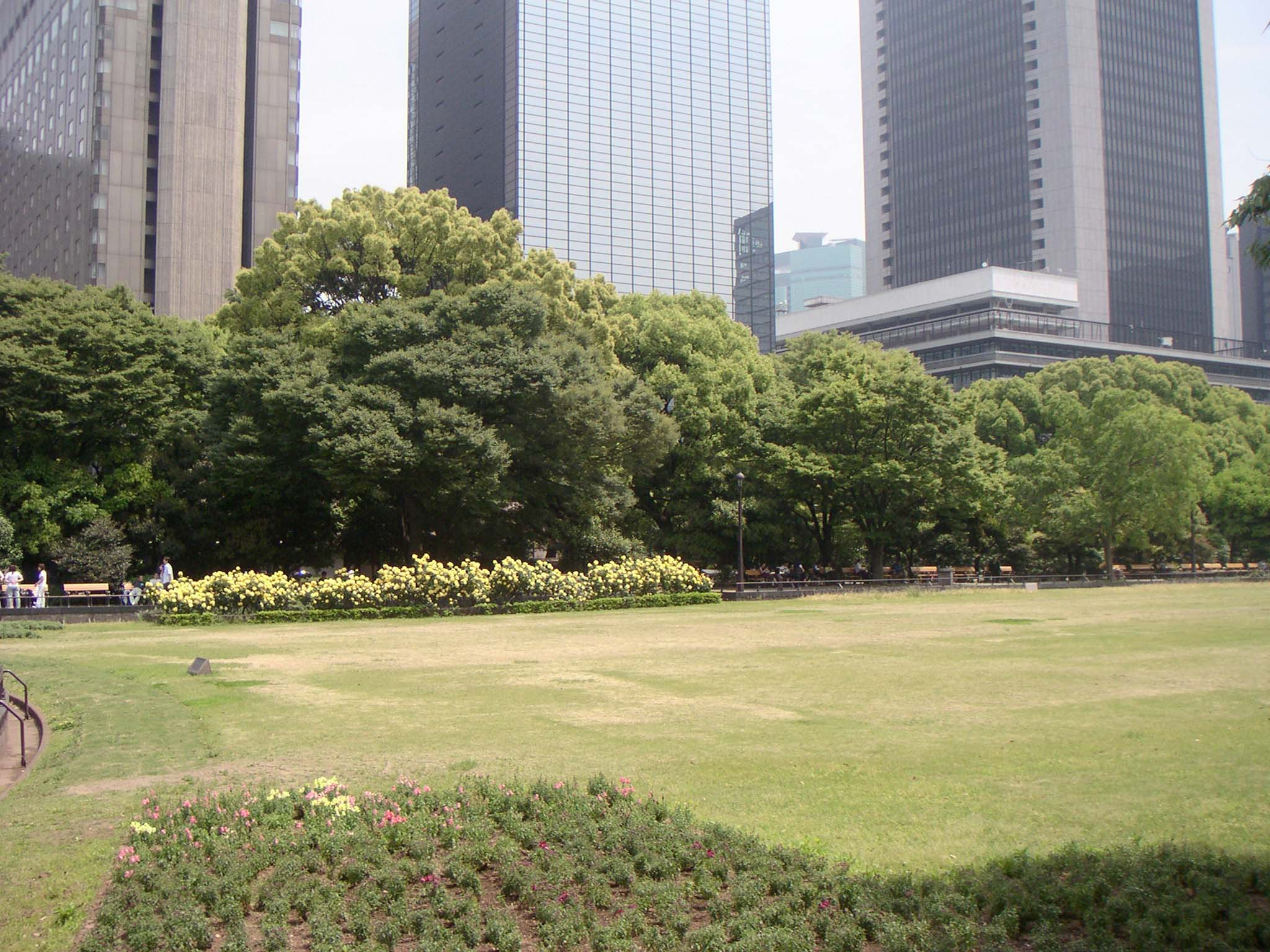
日比谷公園大噴泉附近
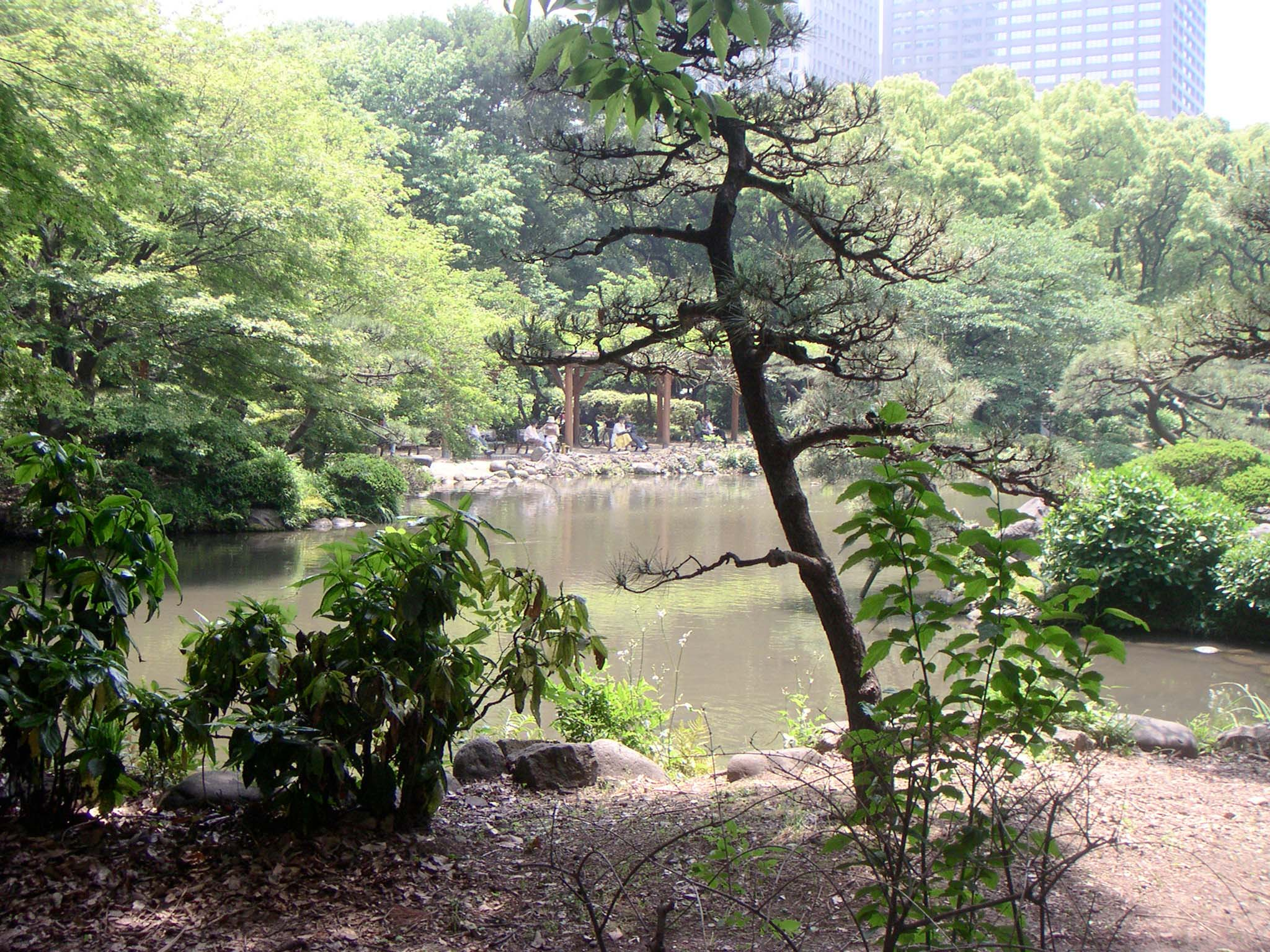
日比谷公園霞關站附近
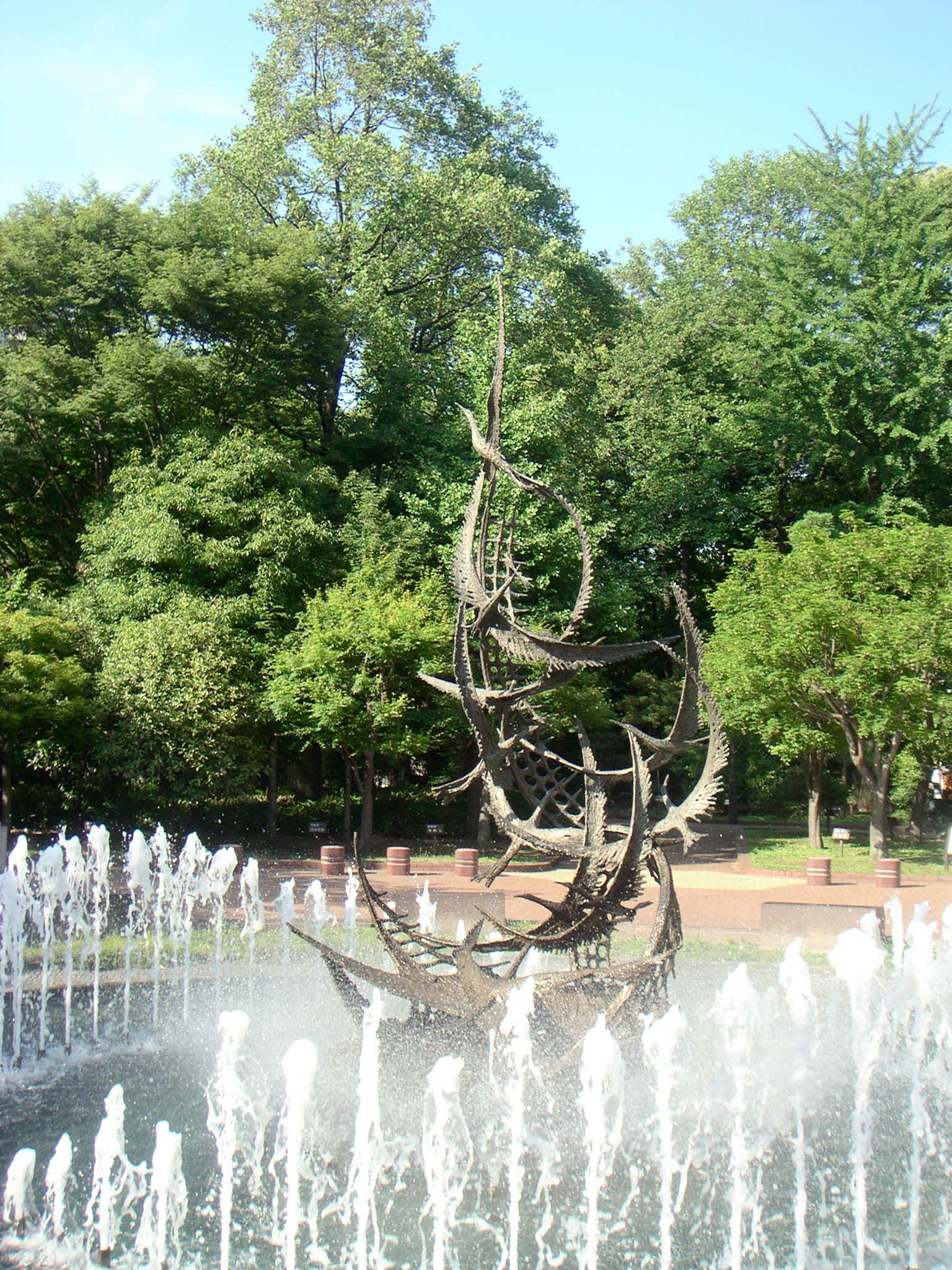
日比谷公園小噴泉
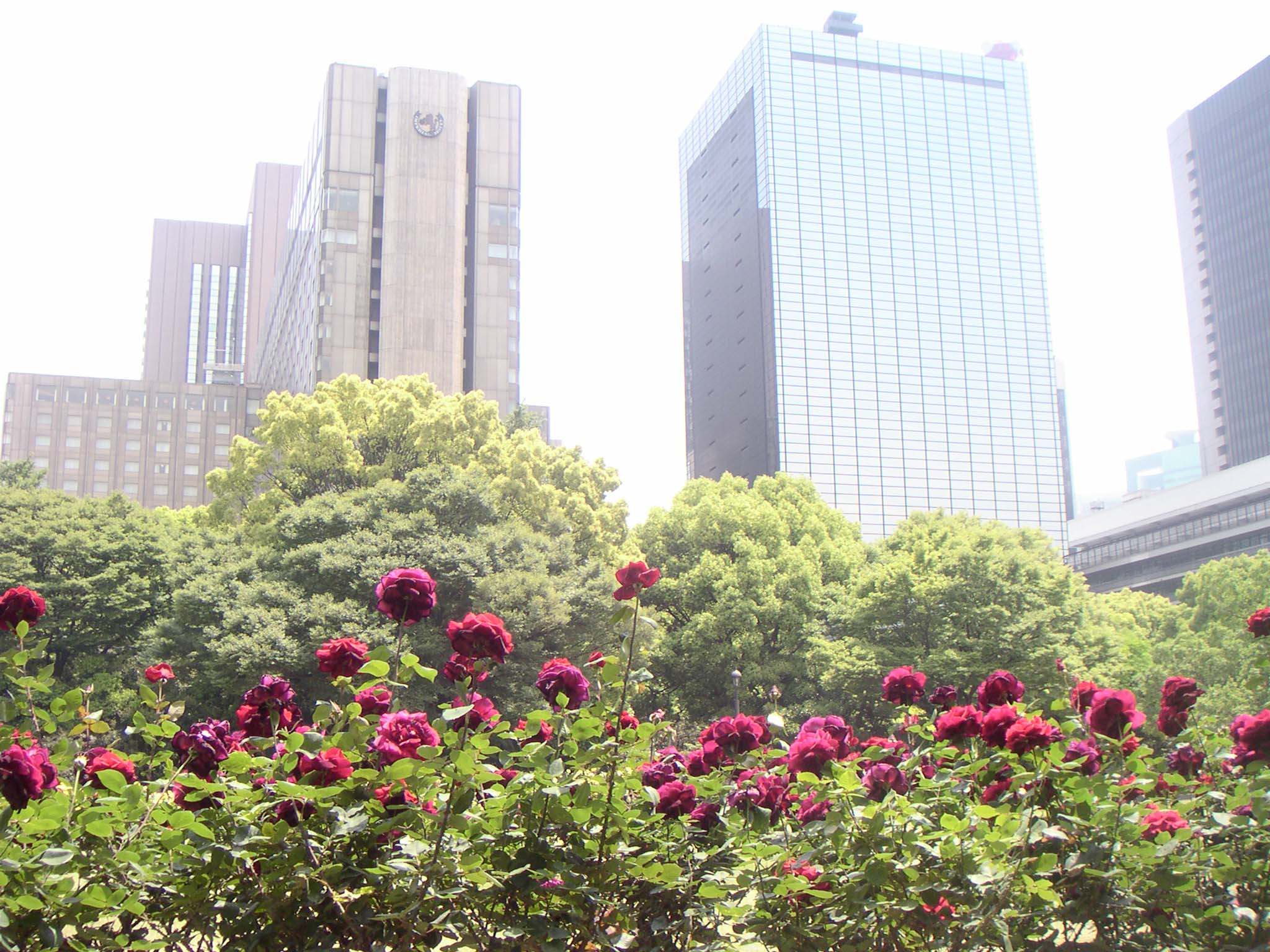
薔薇
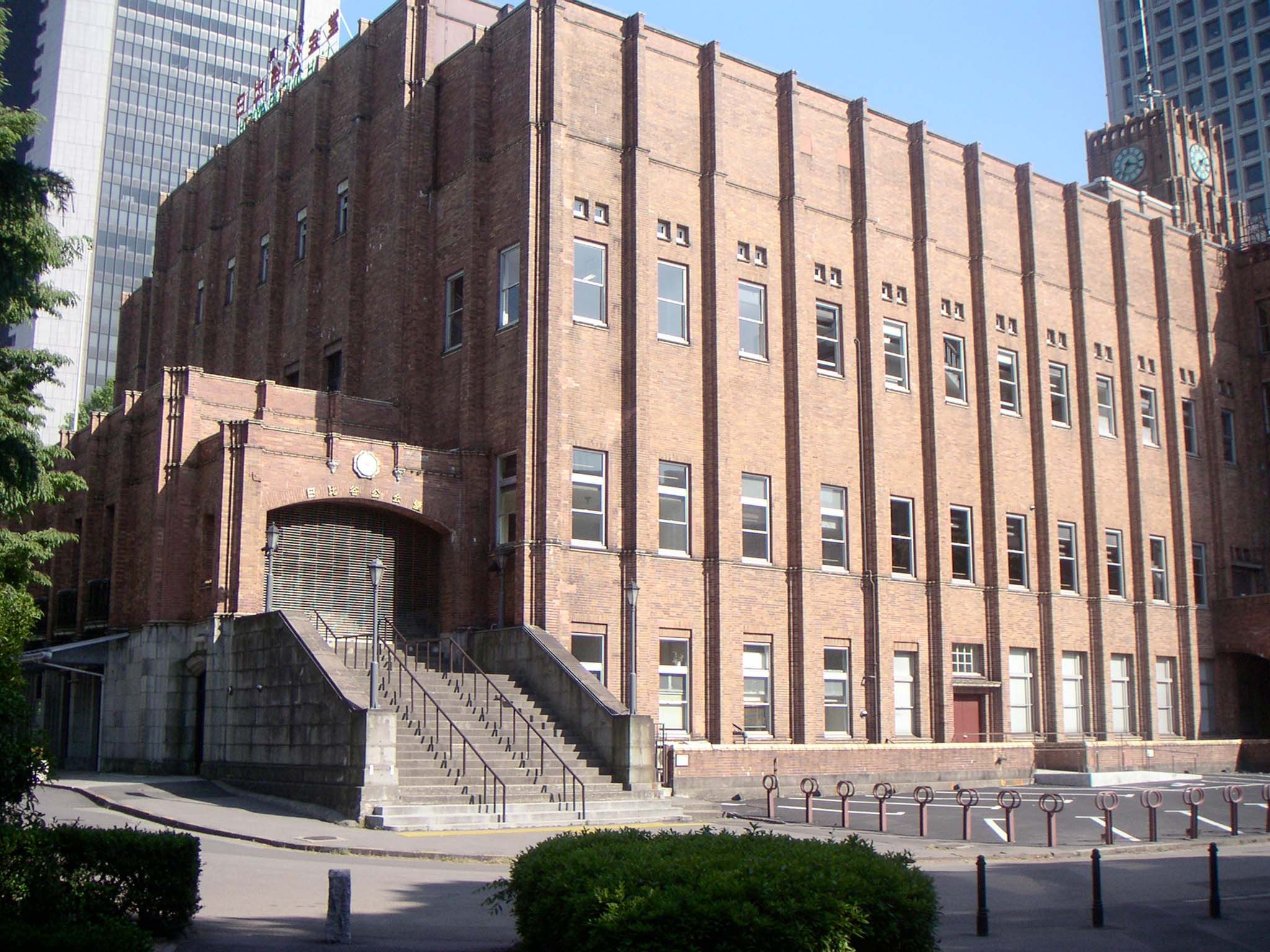
日比谷公會堂
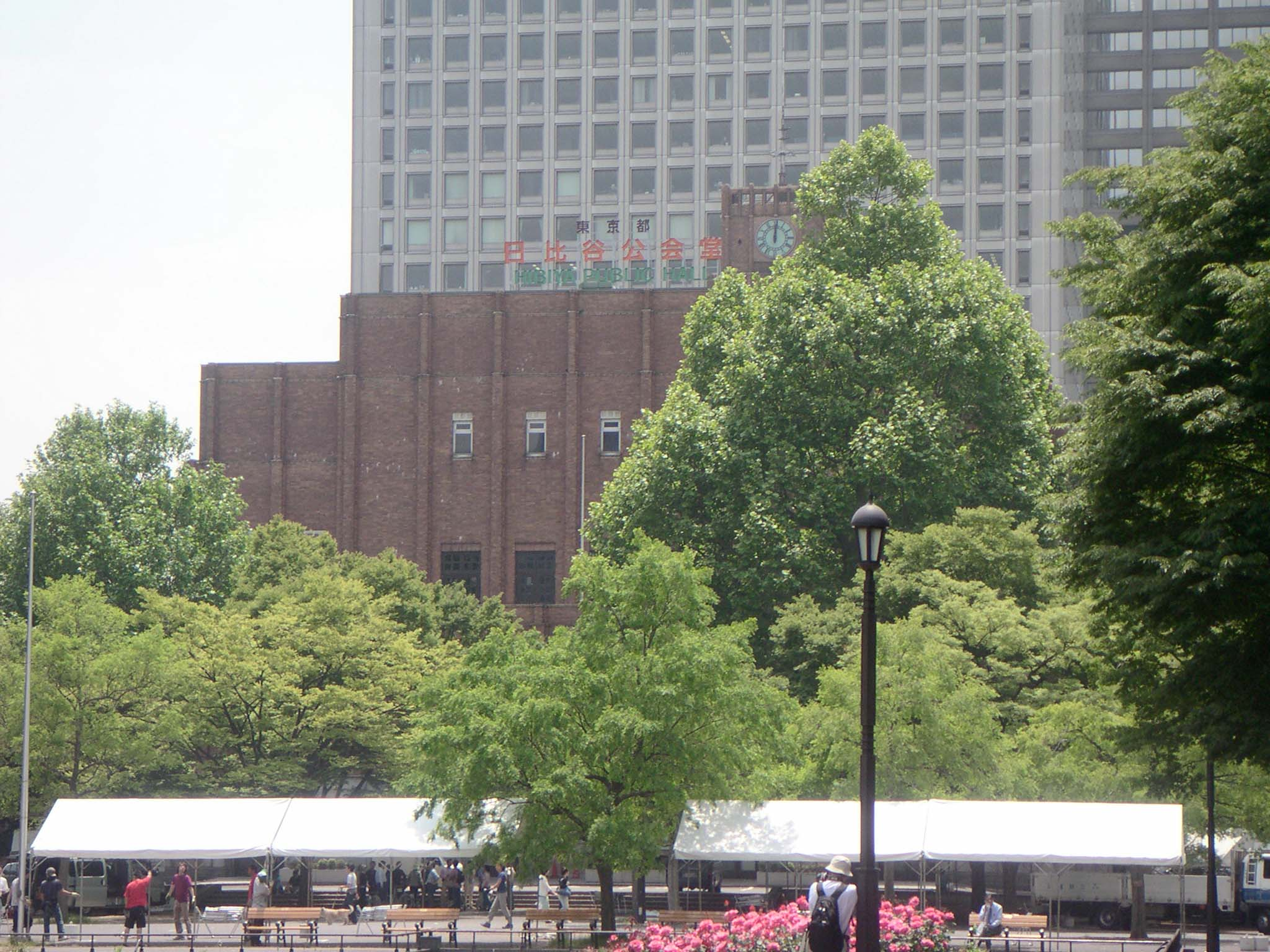
日比谷公會堂遠景
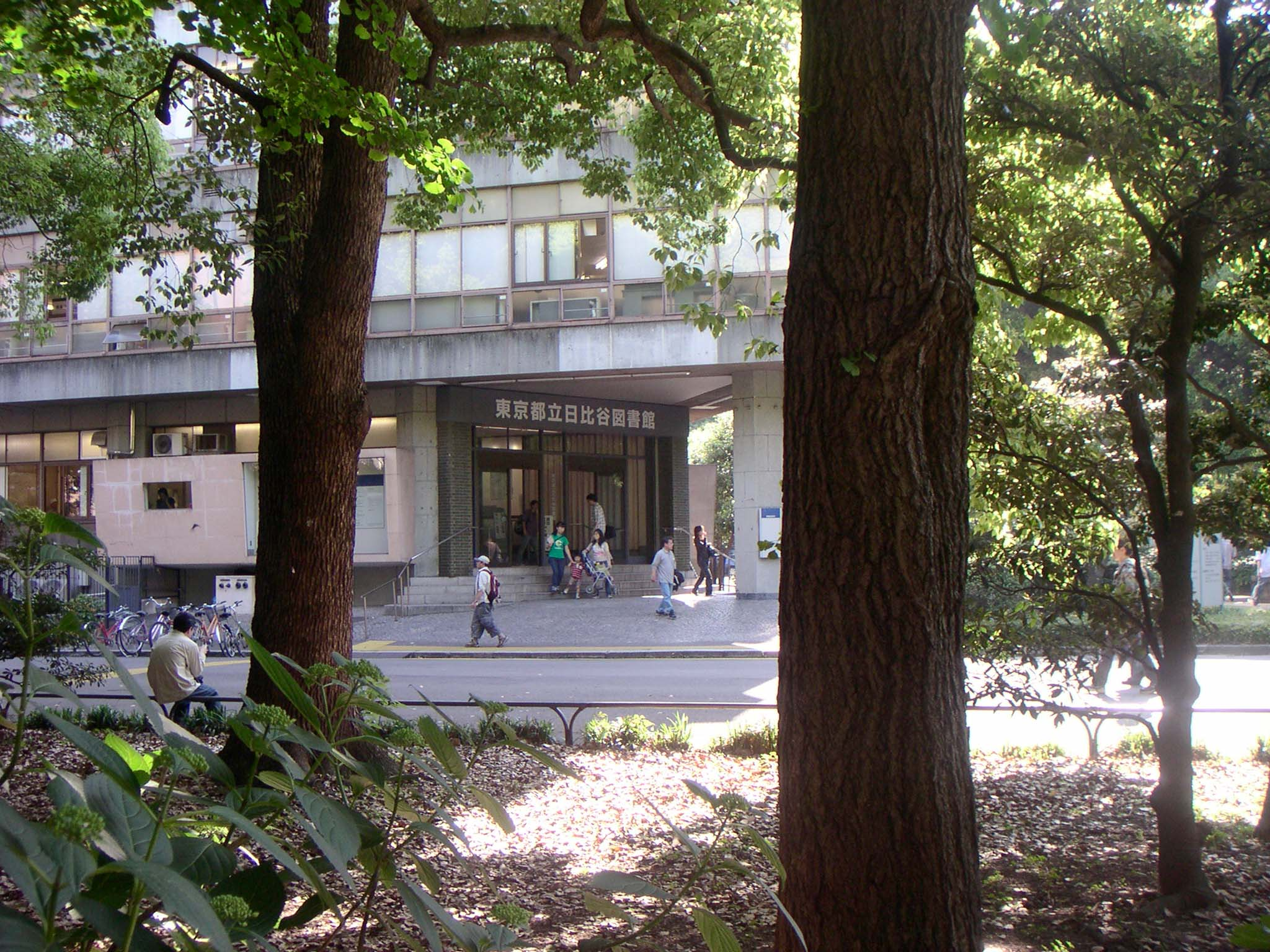
東京都立日比谷圖書館
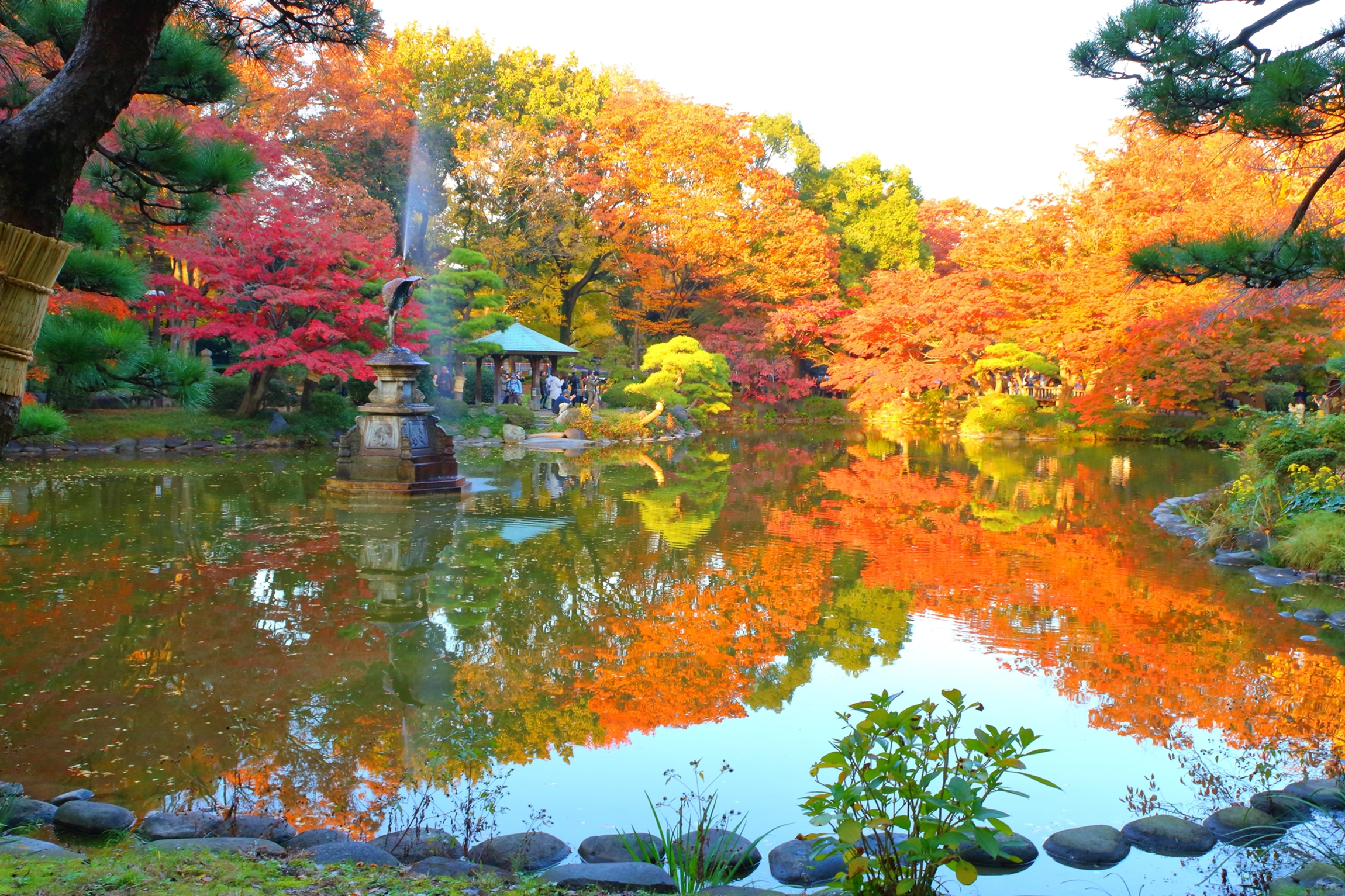
秋景

## 事件
- 1905年9月5日－發起反對樸資茅斯條約集會運動。後發展為日比谷縱火事件。
- 1923年9月－關東大地震發生後作為避難場所建設臨時屋與救護所。在公園一角為罹難者進行火葬處理，之後移至東京都慰靈堂。
- 1945年11月1日－舉行餓死對策國民大會要求配給主食。
- 1971年11月19日－舉行沖繩返還協定反對示威遊行。園内的松本樓燒毀。
- 2003年10月－日比谷公園開園100周年紀念，舉行｢第1回日比谷公園園藝展2003」。之後毎年10月都舉行日比谷公園園藝展，成為日本園藝、環境、綠化、花卉與城市綠化的代表性活動。
- 2006年－2008年3年間，毎年11月日本放送舉行「THE Radio Park in 日比谷」（THEラジオパーク in 日比谷）。2009年因預算削減停止。2010年5月再度舉行。2011年因東日本大震災後電力不足中止。2012年4月29～30日、2013年4月27～28日再次舉行。
- 2007年12月21日起2008年1月1日早上為止舉行點燈活動「TOKYO FANTASIA 2007，豎立起歌42公尺的聖誕樹。
- 「全日本自動車展」（現：東京車展）、1995年第2回「鐵道日」起的活動場地[2]。
- 2008年12月底 - 為協助因「派遣中止」遭解約解雇而失去住所的派遣人員，設立「跨年派遣村（日语：年越し派遣村）」（至2009年1月5日止）。

## 周邊設施
- 皇居外苑
- 帝國飯店東京
- 三井住友銀行本店
- 日生劇場（日语：日生劇場）
- 瑞穗銀行本店
- 富國生命（日语：富国生命保険）本社
- 新生銀行本店
- 中日新聞東京本社
- 法務省
- 厚生勞動省
- 環境省

## 日比谷公園（町名）
1967年（昭和42年）4月實施住居表示，「千代田區日比谷公園」成為正式町名。無下分「丁目」，全區屬日比谷公園1番街區。日比谷公會堂與市政會館為日比谷公園1番3號，日比谷圖書文化館為1番4號、公園事務所為1番6號。1番1號、1番2號、1番5號是公園内的餐廳、結婚場地的地址。

### 地名由來
來自此地的「日比谷公園」。

## 備註
1. ↑  .   [2015-02-22]. （原始内容存档于2015-02-22）.
2. ↑  2012年は全国都市緑化フェア実施のため明治公園で開催

## 關連事項
- 日比谷纵火事件
- 東京都建設局（日语：東京都建設局）
- 松本樓
- 新生银行

## 外部連結
- 財団法人 東京都公園協會 - 日比谷公園 （页面存档备份，存于）